# Mięsień podniebienny
Mięsień podniebienny (łac. musculus palatinus) – mięsień kręgowców znajdujący się w obrębie głowy.
Jest to mięsień parzysty. Przyczep jego leży na tylnym brzegu blaszki poziomej kości podniebiennej. Znajduje się tam jego rozcięgno. Stamtąd włókna mięśniowe udają się do żagielka podniebiennego, aż do brzegu wolnego.
U świni i przeżuwaczy pośrodkowa część mięśnia podniebiennego jest pogrubiona, tworząc mięsień języczka (musculus uvulae). Ma to związek z występowaniem u tych kopytnych języczka.
Rola mięśnia podniebiennego polega na skracaniu żagielka podniebiennego. Prócz niego za ruchy żagielka podniebiennego odpowiadają mięsień napinacz żagielka podniebiennego i mięsień dźwigacz żagielka podniebiennego.